# Brullioles
Brullioles ist eine französische Gemeinde mit 823 Einwohnern (Stand 1. Januar 2022) im Département Rhône in der Region Auvergne-Rhône-Alpes. Sie gehört zum Arrondissement Lyon und zum Kanton L’Arbresle.

## Nachbargemeinden
Nachbargemeinden von Brullioles sind Montrottier und Saint-Julien-sur-Bibost im Norden, Bessenay im Osten, Brussieu im Südosten, Saint-Laurent-de-Chamousset im Südwesten, sowie Longessaigne und Saint-Clément-les-Places im Westen.

## Bevölkerungsentwicklung
| Jahr                       | 1962 | 1968 | 1975 | 1982 | 1990 | 1999 | 2013 |
| Einwohner                  | 446  | 429  | 425  | 441  | 559  | 574  | 812  |
| Quellen: Cassini und INSEE |      |      |      |      |      |      |      |

## Sehenswürdigkeiten
- Johannes-der-Täufer-Geburts-Kirche (Église de la Nativité-de-Saint-Jean-Baptiste)
- Château de Charfetain
- Pestkapelle Saint-Roch (1759)

## Weblinks

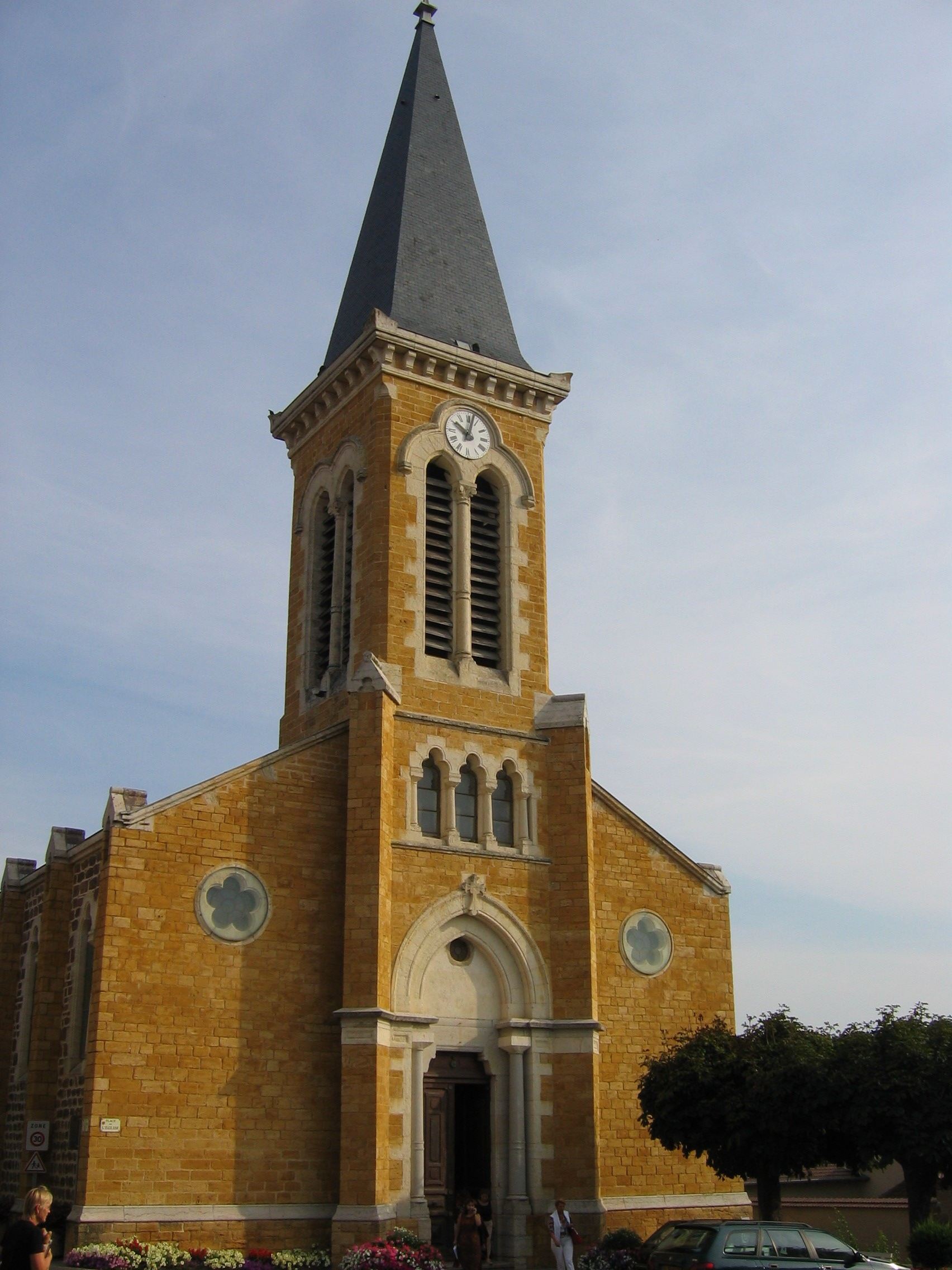
Johannes-der-Täufer-Geburts-Kirche